# デキシーズ・ミッドナイト・ランナーズ
デキシーズ・ミッドナイト・ランナーズ（Dexys Midnight Runners）は、1978年に結成されたイギリス、バーミンガム出身のブルー・アイド・ソウル・バンド。2011年より、デキシーズ（Dexys）と名称を変えている。リーダーのケヴィン・ローランドが主導権を握ったバンドであり、アルバムごとに制作する音楽を変更し、1980年代中盤までメンバー・チェンジを繰り返した。1978年から1986年に活動し一度解散。2003年に再結成し、その後は活動を継続している。代表作は1982年のシングル「カモン・アイリーン」。

## 経歴

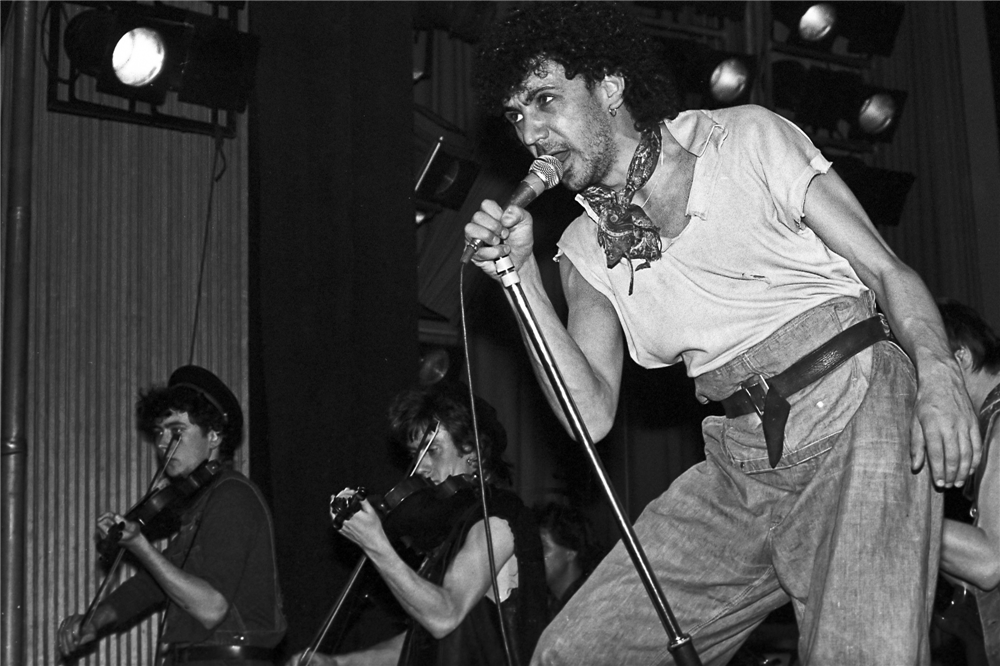
デキシーズ・ミッドナイト・ランナーズ（1982年）

1978年、バンドはケヴィン・ローランドとケヴィン・アーチャーによりイギリス・バーミンガムにて結成。名前はレクリエーショナル・ドラッグとして使用されたデキストロアンフェタミンの商品名「デキセドリン」にちなんでいる。
1982年6月にマーキュリー・レコードから発売したシングル「カモン・アイリーン」は、1980年の「ジーノ」（Late Night Feelings/EMI）に続き全英1位を獲得、さらに翌1983年、全米1位を獲得する大ヒットとなり、彼らの代表曲となった。この曲はケヴィン・ローランドとギターのビリー・アダムス、トロンボーンのビッグ・ジミー・パターソンとの共作であり、バンドはヴァイオリンのヘレン・オハラ、ヴィオラのポール・スピアーズなどのストリングスセクションを加え、バンジョーやフィドルを使用したケルティック・サウンドとなっている。この時の彼らのファッションは、皮のベストにバンダナ、ダンガリーにサンダルというスタイルであった。1983年にこの「カモン・アイリーン」はブリット・アワード最優秀楽曲賞（Song of the Year）を受賞している。
「カモン・アイリーン」のヒット以降、テレビ出演やライブ・ツアーが続いたが、ツアー終了後にバンドはローランド、オハラ、アダムスのコア・メンバー3名に戻る が、1987年に解散。
ローランドはその後、ソロ活動を行なうも、薬物中毒とメンタル問題に加え、個人的財政破綻などの問題をかかえた。ローランドはその間も活動を継続し、2003年にバンドを再結成。『Let's Make This Precious: The Best of Dexys Midnight Runners』をEMIから発売、ツアーも成功させる。2011年にバンド名を正式にデキシーズ（Dexys）とし、2012年に元メンバーでスタイル・カウンシルで活動したミック・タルボットも参加し、BMGよりアルバム『One Day I'm Going to Soar』を発売。2016年にワーナーミュージックから『Let the Record Show: Dexys Do Irish and Country Soul』を発売。30年ぶりにヘレン・オハラがゲスト参加している。

## ディスコグラフィ

### スタジオ・アルバム
- 『若き魂の反逆児を求めて』 - Searching for the Young Soul Rebels (1980年、Parlophone/EMI)
- 『カモン・アイリーン』 - Too-Rye-Ay (1982年、Mercury) ※旧邦題『女の泪はワザモンだ!!』
- 『ドント・スタンド・ミー・ダウン』 - Don't Stand Me Down (1985年、Mercury)
- One Day I'm Going to Soar (2012年、BMG) ※デキシーズ名義
- Let the Record Show: Dexys Do Irish and Country Soul (2016年、100%/The Orchard) ※デキシーズ名義
- The Feminine Divine (2023年、100%/The Orchard) ※デキシーズ名義

### ライブ・アルバム
- 『ライヴ・イン・コンサート』 - BBC Radio One Live in Concert (1993年、Windsong) ※1982年録音
- At the Royal Court (2012年、Audio Visual Fidelity) ※2003年録音
- Nowhere Is Home (2014年、Absolute) ※デキシーズ名義
- The Feminine Devine + Dexys Classics: Live! (2024年、100%) ※デキシーズ名義

### コンピレーション・アルバム
- Geno (1983年、EMI)
- The Very Best of Dexys Midnight Runners (1991年、Mercury)
- Because of You (1993年、Spectrum Music)
- 『BBCセッションズ』 - 1980–1982 – The Radio 1 Sessions (1995年、Nighttracks)
- It Was Like This (1996年、EMI)
- Master Series (1996年、Mercury)
- Let's Make This Precious: The Best of Dexys Midnight Runners (2003年、EMI)
- The Projected Passion Revue	 (2007年、Mercury)
- The Collection (2008年、Universal UMC/Woolworths Worthit!)
- 20th Century Masters – The Best of Dexy's Midnight Runners (2009年、Universal Music)